# T.E. Draper
Désigné bien culturel en 1979, le remorqueur a été transformé en site historique.

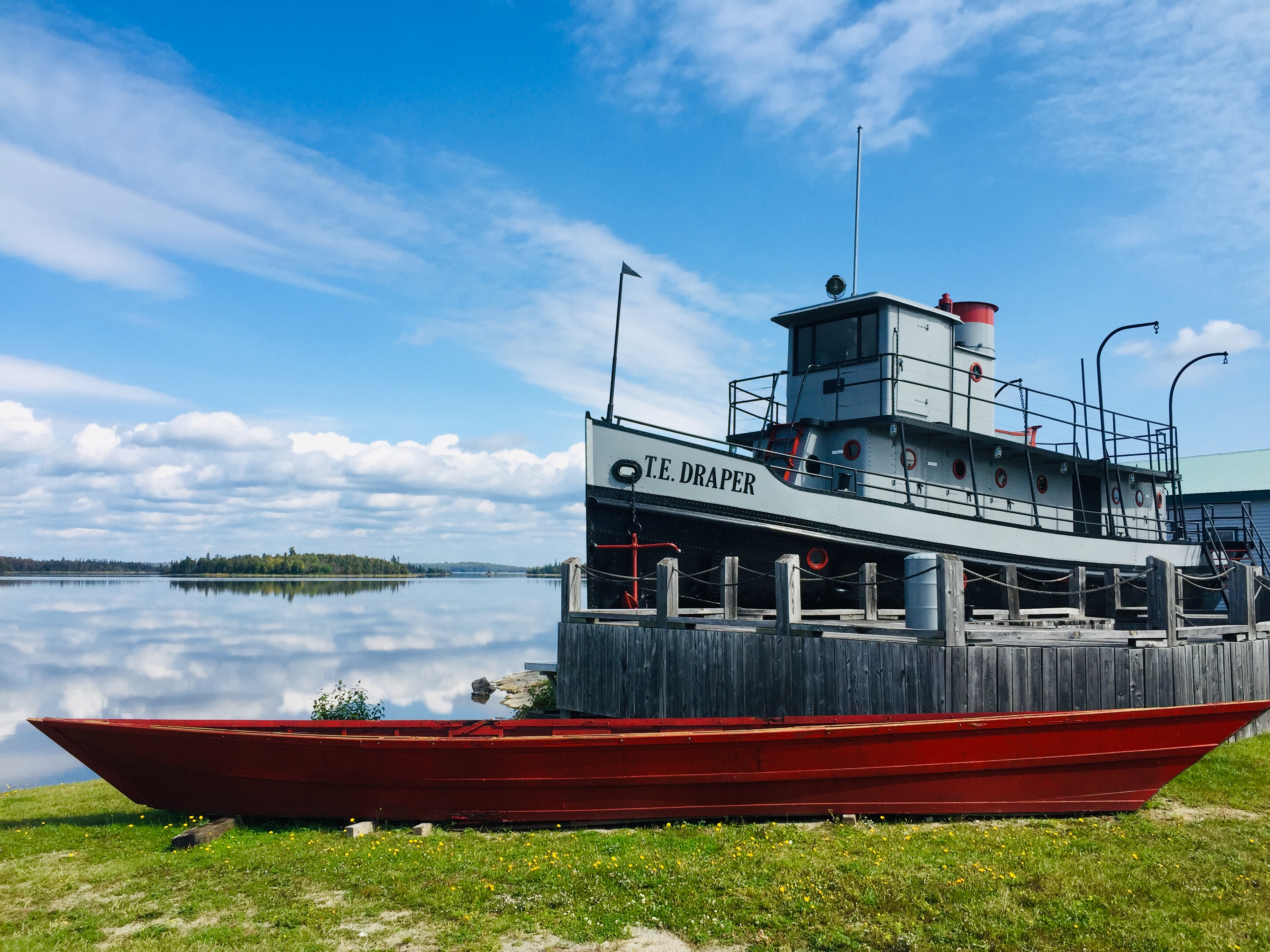
Le remorqueur T. E. Draper, exposé à Angliers

## Histoire

### Industrie forestière au Témiscamingue, duXIXesiècleaux années 1920
Au milieu du XIXe siècle, le Témiscamingue, avec ses lacs, ses rivières et ses forêts de grands pins, apparaissait pour les élites politiques québécoises comme une solution pour établir des colonies en exploitant les ressources naturelles, en contexte d'exode de la population de la vallée du Saint-Laurent vers les usines de la Nouvelle-Angleterre. La rivière des Outaouais, la plus longue rivière du Québec, traversait le Témiscamingue et constituait la voie d'accès au territoire et aux forêts de pins convoités par les industries. Le grand bassin hydrographique du Témiscamingue permettait également le flottage des billots sur de très longues distances.
Vers 1850, différentes compagnies commencèrent à exploiter les ressources forestières du Témiscamingue, après avoir obtenu du gouvernement québécois des concessions dans cette région. C'est aux pourtours du lac Kipawa et au sud du lac Témiscamingue que les compagnies ont entamé la coupe des forêts de pins, vers 1850. Les coupes s'étendirent ensuite, dans la deuxième moitié du XIXe siècle, au nord du lac Témiscamingue et près des lacs des Quinze et Simard.
Jusqu'aux années 1910, la pratique de flottage de bois était, dans la région des lacs Simard et des Quinze, limitée à la drave des billes de pin en provenance des chantiers de Guérin ou de Nédelec. En revanche, à la suite de la croissance du volume de coupes forestières dans la région de ces deux grands lacs, la compagnie de la Riordon Pulp and Paper organisa, à partir de 1918, un plus grand circuit de flottage de bois. Dès 1925, la Canadian International Paper Company, une entreprise de produits forestiers située à Montréal, racheta la compagnie Riordon et mit en branle une opération de flottage de grande envergure. Angliers devint peu à peu le centre d'opération de flottage dans cette région. Ce village, édifié en 1924, se développa surtout par l'industrie forestière et le flottage de bois, lorsque des centaines de travailleurs vinrent y travailler en empruntant le chemin de fer. C'est dans ce contexte qu'aux années 1910 et 1920, les méthodes de flottage de bois se développèrent particulièrement à cet endroit.

### Des alligators auT. E. Draper
Dans les années 1910, pour permettre le flottage de bois dans cette région, la compagnie Riordon avait souvent recours aux alligators. Ces derniers étaient de grands bateaux de bois, pouvant atteindre une longueur de 40 pieds. Les alligators, qui étaient équipés d'une grosse chaudière à vapeur, tiraient le bois à l'aide d'un treuil et d'une lourde ancre. Cette opération permettait de faire avancer lentement le bois, à la vitesse inférieure de 1/2 mile par heure.
Par la suite, vers 1925, la Canadian International Paper prit le relais dans cette région et développa davantage les opérations de flottage de bois sur le lac des Quinze et le lac Simard. C'est dans ces circonstances qu'à la fin des années 1920 furent construits pour cette région d'imposants remorqueurs de bois, notamment le T.E. Draper, qui remplacèrent les Alligators. Les pièces du T. E. Draper furent construites par la John Inglis and Company de Collingwood, en Ontario, et furent envoyées par chemin de fer. Il fut assemblé et mis à l'eau à la Baie Gillies en 1929. Les dimensions de ce remorqueur étaient particulièrement imposantes, avec 61 pieds de longueur, plus de 17 pieds de largeur. Ses superstructures mesurent 40 pieds de long et 15 pieds de haut. Le bateau pèse 100 tonnes et possède un tirant d'eau de 9 pieds. Son moteur, d'une grande puissance, pouvait tirer jusqu'à 100 tonnes métriques, c'est-à-dire deux estacades d'entre 40 000 et 50 000 billots, avec l'aide d'un gros câble d'acier. Le remorqueur se composait non seulement d'un pont avant pour l'équipage, mais aussi d'une cuisine et de logements. Le T. E. Draper pouvait ainsi accueillir un équipage de sept hommes (femme pour la cuisinière) qui jouaient tous un rôle essentiel dans le métier de flottage de bois. Le T. E. Draper pouvait dès lors remorquer le bois sur le circuit de flottage entre Angliers et le Boom Camp, lequel fut établi en 1924 à l'embouchure du lac Simard.
Au printemps, les billots coupés pendant l'hiver étaient dravés sur les rivières jusqu'aux lacs des Quinze et Simard. Par la suite, ils étaient assemblés en estacades et remorqués par le T.-E. Draper jusqu'à la décharge des lacs. De la fonte des glaces à la fin de l'automne, le remorquage s'effectuait pratiquement jour et nuit.

### Le T. E. Draper et Angliers (Des années 1930 au milieu des années 1970)
Pendant près de 50 ans, jusque dans les années 1970, le T. E. Draper a remorqué le bois sur les eaux du lac Simard et du lac des Quinze au service de la Canadian International Paper, la seule compagnie à avoir exploité les forêts du nord du Témiscamingue pendant cette période.
Le T. E. Draper n'était pas le seul remorqueur que la CIP utilisait dans cette zone. En 1930, le remorqueur J. A. H. Henderson fut également construit pour sillonner ces mêmes eaux. Ses dimensions et la force de son moteur étaient plus modestes que ceux du T. E. Draper. Le Henderson était plus adapté pour emprunter les eaux peu profondes du lac Simard. Le Henderson circulait du Boom Camp au Grassy Narrow où il rejoignait le T. E. Draper qui venait d'Angliers. Le T. E. Draper accompagnait parfois le Henderson jusqu'au Boom Camp pour l'assister dans le flottage. De par cette opération, le flottage de bois pouvait s'effectuer jour et nuit pendant la saison de drave, lorsque des millions de billots étaient en circulation.
À partir de 1938, la CIP développa sa structure administrative, en formant la Lake Expanse Booming and Driving Company, pour obtenir un droit de flottage presque exclusif sur les eaux du lac des Quinze et du lac Simard. À Angliers, la CIP fit des acquisitions de la compagnie W. C. Edwards Co., notamment un grand entrepôt près de l'eau et du chemin de fer. Ce changement contribua particulièrement à développer Angliers, qui devint le centre des opérations de flottage. À cet endroit se trouvait dès lors une grande réserve de bois. À partir du dépôt d'Angliers, les travailleurs pouvaient s'approvisionner et les remorqueurs étaient ravitaillés. Les travailleurs de la drave, et du barrage d'Angliers également, pouvaient se loger dans des bâtiments construits par la CIP. Le village, qui appartenait au début à la municipalité de Saint-Eugène-de-Guigues, devint en 1945 la municipalité d'Angliers, à la suite de son développement et de l’arrivée de nouveaux colons.
Lors des années 1940, des ponts ont également été construits, au chenal du Grassy Narrow, ce qui a permis d'y bâtir un camp de draveurs, pouvant loger 15 personnes. À cet endroit, les travailleurs pouvaient préparer les estacades pour le T. E. Draper. Un gros réservoir de carburants pour les remorqueurs se trouvait également au Grassy Narrow.
Lorsque les billots arrivaient à Angliers par le T. E. Draper, les draveurs qui y travaillaient les faisaient passer dans le barrage. À partir de 1947, les opérations forestières à Angliers étaient si importantes qu'une dizaine de nouveaux draveurs sont venus y travailler. L'exploitation forestière prit une fois de plus un élan lorsqu'une rampe fut construite à Angliers, pour sortir de l'eau et entretenir les remorqueurs. Le volume de bois flotté sur les deux lacs s'accroît continuellement. À la fin des années 1950, la puissance des moteurs des remorqueurs fut augmentée. C'est au début des années 1960 que les exploitations forestières de la Kipawa Division (CIP) ont connu leur apogée. Avec la réorganisation dans le flottage de bois, en 1970, le T. E. Draper pouvait tirer de trois à quatre estacades.
Les conditions des travailleurs se sont améliorés au fil des ans. La centaine d'hommes qui y travaillaient, durant les années 1940 et 1950, travaillaient six jours de 12 heures à chaque semaine, de la fonte des glaces jusqu'à la fin de l'automne. Les travailleurs à l'intérieur du T. E. Draper et du Henderson, qui naviguaient pendant 4 mois sans mettre pied à terre, devaient avoir un mode de vie frugal, et certains d'entre eux disaient même avoir l'impression de vivre dans une sorte de prison. De plus, comme le montre bien l'exposition au Chantier Gédéon, l'alimentation des bûcherons était très peu variée. On y consommait fréquemment les mêmes repas comme du lard salé, de la soupe au pois, des fèves au lard et du pain. Néanmoins, après la Deuxième Guerre mondiale, d'autres aliments s'introduisirent à leur diète, comme le lait, les légumes et les fruits. Au cours des années 1960, leurs conditions de travail ont connu une certaine amélioration. Par exemple, l'équipage du T. E. Draper put dès lors descendre à terre à chaque dimanche. 
Malgré l'exploitation forestière continue dans cette région, la main-d'œuvre s'est peu à peu réduite avec les développements modernes pour rendre plus efficace le flottage de bois. Si une centaine de travailleurs jouaient un rôle dans la drave en 1945, ce nombre a été réduit à une trentaine en 1970. Même si le volume de bois exploité a atteint un sommet en 1970, le nombre d'hommes aux camps et au sein des remorqueurs a particulièrement diminué. C'est à partir du milieu des années 1970, après près de 50 ans d'exploitation forestière intensive, que cessa le circuit de flottage du bois des lacs Des Quinze et Simard. La CIP ferma son usine de pâte et papier de Temiscaming et quitta la région. Le T. E. Draper, le plus puissant remorqueur de la CIP fut ensuite vendu.

## Protection et mise en valeur
Acquis par le ministère des Affaires culturelles en 1979, le T.E. Draper a été aménagé en musée en 1989. Il est exposé près de la rivière des Outaouais à Angliers. L'exposition de ce remorqueur, qui présente aux visiteurs les collections d'artefacts comme des outils et des équipements mécaniques liés à la foresterie, fait découvrir le métier de bûcherons et la drave en Abitibi-Témiscamingue. Surnommé l'Empereur des Quinze, le T. E. Draper constitue l'emblème du village d'Angliers.
C'est aujourd'hui l'organisme à but non-lucratif du site historique T.E. Draper qui administre le T. E. Draper et son hangar, tout comme le chantier Gédéon une reconstitution de cinq camp de bûcheron qui lui est rattachée. Cathy Fraser est la directrice générale de l'organisme. Cet organisme est également membre du Réseau muséal de l'Abitibi-Témiscamingue.
Le site historique du T.E. Draper, dont l'exposition est présentée dans un hangar, ancien entrepôt de la CIP, peut accueillir jusqu'à 50 visiteurs.